# Cupa Orașelor Târguri 1968-1969
Ediția a unsprezecea a Cupei Orașelor Târguri, desfășurată în sezonul 1968-1969, a fost câștigată, în premieră, de Newcastle United care a învins în finală pe Újpesti Dózsa SC. A doua oară consecutiv când finala se dispută între o echipă maghiară și una engleză.

## Etapa I
| Echipa 1                       | Total | Echipa 2                              | Turul I | Turul II |
| ------------------------------ | ----- | ------------------------------------- | ------- | -------- |
| FC Wacker Innsbruck            | 2 – 5 | Eintracht Frankfurt eV                | 2 – 2   | 0 – 3    |
| Newcastle United FC            | 4 – 2 | Feyenoord Rotterdam                   | 4 – 0   | 0 – 2    |
| CS Rapid București             | 4 – 7 | OFK Belgrad                           | 3 – 1   | 1 – 6    |
| K. Beerschot VAV Antwerpen     | 2 – 3 | Amsterdamsche FC DWS                  | 1 – 1   | 1 – 2    |
| Aris Salonic FC                | 7 – 0 | Hibernians FC Paola                   | 1 – 0   | 6 – 0    |
| DOS Utrecht                    | 2 – 3 | Dundalk FC                            | 1 – 1   | 1 – 2    |
| Göztepe AŞ Izmir               | 2 – 2 | Olympique de Marseille                | 2 – 0   | 0 – 2    |
| SSC Napoli SpA                 | 3 – 2 | Grasshopper Club Zürich               | 3 – 1   | 0 – 1    |
| FD Slavia Sofia                | 0 – 2 | Aberdeen FC                           | 0 – 0   | 0 – 2    |
| Skeid Fotball Oslo             | 2 – 3 | AIK Solna Stockholm                   | 1 – 1   | 1 – 2    |
| Chelsea FC Londra              | 9 – 3 | Morton FC Greenock                    | 5 – 0   | 4 – 3    |
| FC Metz                        | 3 – 7 | Hamburger SV eV                       | 1 – 4   | 2 – 3    |
| NK Olimpija Ljubljana          | 1 – 5 | Hibernian FC Edinburgh                | 0 – 3   | 1 – 2    |
| Glasgow Rangers FC             | 2 – 1 | FK Vojvodina Novi Sad                 | 2 – 0   | 0 – 1    |
| Wiener Sport-Club              | 1 – 5 | SK Slavia Praga                       | 1 – 0   | 0 – 5    |
| AFD Trakia Plovdiv             | 3 – 3 | Real Zaragoza SAD                     | 3 – 1   | 0 – 2    |
| Club Atlético de Bilbao        | 3 – 3 | Liverpool FC                          | 2 – 1   | 1 – 2    |
| Bologna FC 1909 SpA            | 6 – 2 | FC Basel 1893                         | 4 – 1   | 2 – 1    |
| Sporting Clube de Portugal     | 5 – 4 | Valencia CF                           | 4 – 0   | 1 – 4    |
| FC Hansa Rostock eV            | 4 – 2 | OGC Nice                              | 3 – 0   | 1 – 2    |
| NK Dinamo Zagreb               | 2 – 3 | ACF Fiorentina SpA                    | 1 – 1   | 1 – 2    |
| FC Lausanne-Sport              | 0 – 4 | Juventus FC Torino SpA                | 0 – 2   | 0 – 2    |
| Royal Standard de Liège        | 2 – 3 | Leeds United AFC                      | 0 – 0   | 2 – 3    |
| Leixões SC Matosinhos          | 1 – 1 | FC Argeș Pitești                      | 1 – 1   | 0 – 0    |
| Vitória FC Setúbal             | 6 – 1 | Linfield FC Belfast                   | 3 – 0   | 3 – 1    |
| Club Atlético de Madrid SAD    | 2 – 2 | KSV Waregem                           | 2 – 1   | 0 – 1    |
| Royal Daring Club de Bruxelles | 2 – 3 | Panathinaikos FC Atena                | 2 – 1   | 0 – 2    |
| Hannoverscher SV 1896          | 4 – 2 | Boldklubben 1909 Odense               | 3 – 2   | 1 – 0    |
| CWKS Legia Varșovia            | 9 – 2 | TSV 1860 München                      | 6 – 0   | 3 – 2    |
| Olympique Lyonnais             | 1 – 1 | Associação Académica de Coimbra – OAF | 1 – 0   | 0 – 1    |

Calificate direct: 1. FC Lokomotive Leipzig (Kjøbenhavns Boldklub s-a retras) și Újpesti Dózsa SC (US Luxembourg s-a retras)

### Turul I
| FC Wacker Innsbruck | 2 – 2 | Eintracht Frankfurt eV       |
| ------------------- | ----- | ---------------------------- |
| Aust 20' Lotz 81'   |       | Abbé 26' Grabowski 65' (pen) |

| Newcastle United FC                     | 4 – 0 | Feyenoord Rotterdam |
| --------------------------------------- | ----- | ------------------- |
| Scott 6' Robson 34' Gibb 42' Davies 72' |       |                     |

| CS Rapid București            | 3 – 1 | OFK Belgrad    |
| ----------------------------- | ----- | -------------- |
| Neagu 28', 90' Năsturescu 85' |       | Stepanović 13' |

| K. Beerschot VAV Antwerpen | 1 – 1 | Amsterdamsche FC DWS   |
| -------------------------- | ----- | ---------------------- |
| Houben 34'                 |       | van der Vall 56' (pen) |

| Aris Salonic FC | 1 – 0 | Hibernians FC Paola |
| --------------- | ----- | ------------------- |
| Alexiadis 22'   |       |                     |

| DOS Utrecht  | 1 – 1 | Dundalk FC |
| ------------ | ----- | ---------- |
| van Veen 27' |       | Stokes 74' |

| Göztepe AŞ Izmir | 2 – 0 | Olympique de Marseille |
| ---------------- | ----- | ---------------------- |
| Kiraz 20', 47'   |       |                        |

| SSC Napoli SpA             | 3 – 1 | Grasshopper Club Zürich |
| -------------------------- | ----- | ----------------------- |
| Altafini 6' Salvi 12', 33' |       | Rüegg 78'               |

| FD Slavia Sofia | 0 – 0 | Aberdeen FC |
| --------------- | ----- | ----------- |
|                 |       |             |

| Skeid Fotball Oslo | 1 – 1 | AIK Solna Stockholm |
| ------------------ | ----- | ------------------- |
| Mathisen 36'       |       | Andersson 22'       |

| Chelsea FC Londra                                         | 5 – 0 | Morton FC Greenock |
| --------------------------------------------------------- | ----- | ------------------ |
| Osgood 44' Birchenall 45' Cooke 50' Boyle 67' Hollins 84' |       |                    |

| FC Metz     | 1 – 4 | Hamburger SV eV                            |
| ----------- | ----- | ------------------------------------------ |
| Hausser 20' |       | Dörfel 21' Seeler 56' Krämer 63' Hönig 82' |

| NK Olimpija Ljubljana | 0 – 3 | Hibernian FC Edinburgh                |
| --------------------- | ----- | ------------------------------------- |
|                       |       | Stevenson 32' Stein 36' Marinello 71' |

| Glasgow Rangers FC          | 2 – 0 | FK Vojvodina Novi Sad |
| --------------------------- | ----- | --------------------- |
| Greig 28' (pen) Jardine 84' |       |                       |

| Wiener Sport-Club | 1 – 0 | SK Slavia Praga |
| ----------------- | ----- | --------------- |
| Buzek 15'         |       |                 |

| AFD Trakia Plovdiv                    | 3 – 1 | Real Zaragoza SAD |
| ------------------------------------- | ----- | ----------------- |
| Nenov 32' Dermendzhiev 67' Radkov 78' |       | Tejedor 88'       |

| Club Atlético de Bilbao | 2 – 1 | Liverpool FC |
| ----------------------- | ----- | ------------ |
| Estéfano 15' Ormaza 38' |       | Hunt 88'     |

| Bologna FC 1909 SpA                       | 4 – 1 | FC Basel 1893 |
| ----------------------------------------- | ----- | ------------- |
| Turra 12' Cresci 50' Pace 53' Savoldi 83' |       | Konrád 48'    |

| Sporting Clube de Portugal                  | 4 – 0 | Valencia CF |
| ------------------------------------------- | ----- | ----------- |
| Lourenço 26', 73' Gonçalves 56' Ernesto 81' |       |             |

| FC Hansa Rostock eV       | 3 – 0 | OGC Nice |
| ------------------------- | ----- | -------- |
| Drews 23' Decker 52', 90' |       |          |

| NK Dinamo Zagreb | 1 – 1 | ACF Fiorentina SpA |
| ---------------- | ----- | ------------------ |
| Zambata 18'      |       | Pirovano 83'       |

| FC Lausanne-Sport | 0 – 2 | Juventus FC Torino SpA  |
| ----------------- | ----- | ----------------------- |
|                   |       | Zigoni 17' Leoncini 63' |

| Royal Standard de Liège | 0 – 0 | Leeds United AFC |
| ----------------------- | ----- | ---------------- |
|                         |       |                  |

| Leixões SC Matosinhos | 1 – 1 | FC Argeș Pitești |
| --------------------- | ----- | ---------------- |
| de Faria 18'          |       | Nuțu 73'         |

| Vitória FC Setúbal                  | 3 – 0 | Linfield FC Belfast |
| ----------------------------------- | ----- | ------------------- |
| Tomé 18' Figueiredo 63' Carriço 81' |       |                     |

| Club Atlético de Madrid SAD        | 2 – 1 | KSV Waregem |
| ---------------------------------- | ----- | ----------- |
| Aragonés 20' (pen) Barriocanal 50' |       | Bettens 42' |

| Royal Daring Club de Bruxelles | 2 – 1 | Panathinaikos FC Atena |
| ------------------------------ | ----- | ---------------------- |
| Randoux 6' Coppens 67'         |       | Gonios 64'             |

| Hannoverscher SV 1896                     | 3 – 2 | Boldklubben 1909 Odense |
| ----------------------------------------- | ----- | ----------------------- |
| Siemensmeyer 15' Heynckes 25' Skoblar 30' |       | Richter 47' Hansen 53'  |

| CWKS Legia Varșovia                                           | 6 – 0 | TSV 1860 München |
| ------------------------------------------------------------- | ----- | ---------------- |
| Pieszko 1', 41' Blaut 22' Deyna 46' Żmijewski 52' Gadocha 57' |       |                  |

| Olympique Lyonnais | 1 – 0 | Associação Académica de Coimbra – OAF |
| ------------------ | ----- | ------------------------------------- |
| Guy 85'            |       |                                       |

### Turul II
| Feyenoord Rotterdam            | 2 – 0 | Newcastle United FC |
| ------------------------------ | ----- | ------------------- |
| Kindvall 28' van der Heide 54' |       |                     |

Newcastle United FC s-a calificat cu scorul general 4–2.
| OFK Belgrad                                    | 6 – 1 (d.p.) | CS Rapid București |
| ---------------------------------------------- | ------------ | ------------------ |
| Santrač 4', 13', 104', 107' Turudija 11', 100' |              | Codreanu 29'       |

OFK Belgrad s-a calificat cu scorul general 7–4.
| Amsterdamsche FC DWS        | 2 – 1 | K. Beerschot VAV Antwerpen |
| --------------------------- | ----- | -------------------------- |
| Pijlman 23' Rensenbrink 80' |       | Houben 27'                 |

Amsterdamsche FC DWS s-a calificat cu scorul general 3–2.
| AIK Solna Stockholm      | 2 – 1 | Skeid Fotball Oslo |
| ------------------------ | ----- | ------------------ |
| Lundblad 55' Ohlsson 70' |       | Sjøberg 30'        |

AIK Solna Stockholm s-a calificat cu scorul general 3–2.
| Hibernians FC Paola | 0 – 6 | Aris Salonic FC                                                       |
| ------------------- | ----- | --------------------------------------------------------------------- |
|                     |       | Grimpelakos 4' Papaioannou 30', 80', 89' Syropoulos 51' Alexiadis 84' |

Aris Salonic FC s-a calificat cu scorul general 7–0.
| Morton FC Greenock            | 3 – 4 | Chelsea FC Londra                                    |
| ----------------------------- | ----- | ---------------------------------------------------- |
| Thorup 6' Mason 9' Taylor 26' |       | Baldwin 3' Birchenall 34' Housemann 42' Tambling 84' |

Chelsea FC Londra s-a calificat cu scorul general 9–3.
| Eintracht Frankfurt eV  | 3 – 0 | FC Wacker Innsbruck |
| ----------------------- | ----- | ------------------- |
| Kalb 8' Nickel 47', 85' |       | Aust 86'            |

Eintracht Frankfurt eV s-a calificat cu scorul general 5–2.
| Dundalk FC               | 2 – 1 (d.p.) | DOS Utrecht      |
| ------------------------ | ------------ | ---------------- |
| Stokes 8' Morrissey 109' |              | Nieuwenhuijs 20' |

Dundalk FC s-a calificat cu scorul general 3–2.
| Hamburger SV eV                | 3 – 2 | FC Metz              |
| ------------------------------ | ----- | -------------------- |
| Hönig 7' Krämer 18' Seeler 88' |       | Hitz 40' Niesser 85' |

Hamburger SV eV s-a calificat cu scorul general 7–3.
| Olympique de Marseille      | 2 – 0 (d.p.) | Göztepe AŞ Izmir |
| --------------------------- | ------------ | ---------------- |
| Yegba-Maya 75' Guéniche 83' |              |                  |

La scorul general 2–2, Göztepe AŞ Izmir s-a calificat în urma tragerii la sorți.
| Aberdeen FC        | 2 – 0 | FD Slavia Sofia |
| ------------------ | ----- | --------------- |
| Robb 7' Taylor 39' |       |                 |

Aberdeen FC s-a calificat cu scorul general 2–0.
| Hibernian FC Edinburgh     | 2 – 1 | NK Olimpija Ljubljana |
| -------------------------- | ----- | --------------------- |
| Davis 61' (pen), 68' (pen) |       | Popivoda 4'           |

Hibernian FC Edinburgh s-a calificat cu scorul general 5–1.
| FK Vojvodina Novi Sad | 1 – 0 | Glasgow Rangers FC |
| --------------------- | ----- | ------------------ |
| Nikezić 66'           |       |                    |

Glasgow Rangers FC s-a calificat cu scorul general 2–1.
| SK Slavia Praga                                      | 5 – 0 | Wiener Sport-Club |
| ---------------------------------------------------- | ----- | ----------------- |
| Nepomucký 29', 76' Tesař 44' Ziegler 65' Kopecký 86' |       |                   |

SK Slavia Praga s-a calificat cu scorul general 5–1.
| Real Zaragoza SAD | 2 – 0 | AFD Trakia Plovdiv |
| ----------------- | ----- | ------------------ |
| Bustillo 24', 76' |       |                    |

La scorul general 3–3, Real Zaragoza SAD s-a calificat datorită numărului mai mare de goluri marcate în deplasare.
| Liverpool FC          | 2 – 1 (d.p.) | Club Atlético de Bilbao |
| --------------------- | ------------ | ----------------------- |
| Lawler 78' Hughes 87' |              | Argoitia 32'            |

La scorul general 3–3, Club Atlético de Bilbao s-a calificat în urma tragerii la sorți.
| FC Basel 1893 | 1 – 2 | Bologna FC 1909 SpA  |
| ------------- | ----- | -------------------- |
| Hauser 42'    |       | Pace 46' Savoldi 63' |

Bologna FC 1909 SpA s-a calificat cu scorul general 6–2.
| Valencia CF                           | 4 – 1 (d.p.) | Sporting Clube de Portugal |
| ------------------------------------- | ------------ | -------------------------- |
| Claramunt 19' Blayet 31', 73' Sol 87' |              | Chico Faria 112'           |

Sporting Clube de Portugal s-a calificat cu scorul general 5–4.
| OGC Nice                      | 2 – 1 | FC Hansa Rostock eV |
| ----------------------------- | ----- | ------------------- |
| Goyvaerts 47' (pen) Robin 65' |       | Drews 80'           |

FC Hansa Rostock eV s-a calificat cu scorul general 4–2.
| ACF Fiorentina SpA       | 2 – 1 | NK Dinamo Zagreb |
| ------------------------ | ----- | ---------------- |
| Amarildo 1' Maraschi 37' |       | Novak 64'        |

ACF Fiorentina SpA s-a calificat cu scorul general 4–2.
| FC Argeș Pitești | 0 – 0 | Leixões SC Matosinhos |
| ---------------- | ----- | --------------------- |
|                  |       |                       |

La scorul general 1–1, FC Argeș Pitești s-a calificat datorită numărului mai mare de goluri marcate în deplasare.
| KSV Waregem | 1 – 0 | Club Atlético de Madrid SAD |
| ----------- | ----- | --------------------------- |
| Bettens 53' |       | Griffa 78'                  |

La scorul general 2–2, KSV Waregem s-a calificat datorită numărului mai mare de goluri marcate în deplasare.
| Juventus FC Torino SpA  | 2 – 0 | FC Lausanne-Sport |
| ----------------------- | ----- | ----------------- |
| Benetti 43' del Sol 74' |       |                   |

Juventus FC Torino SpA s-a calificat cu scorul general 4–0.
| Linfield FC Belfast | 1 – 3 | Vitória FC Setúbal                     |
| ------------------- | ----- | -------------------------------------- |
| Scott 26'           |       | Figueiredo 2' Baptista 24' Arcanjo 29' |

Vitória FC Setúbal s-a calificat cu scorul general 6–1.
| Panathinaikos FC Atena   | 2 – 0 | Royal Daring Club de Bruxelles |
| ------------------------ | ----- | ------------------------------ |
| Rokidis 83' Frantzis 87' |       |                                |

Panathinaikos FC Atena s-a calificat cu scorul general 3–2.
| Boldklubben 1909 Odense | 0 – 1 | Hannoverscher SV 1896 |
| ----------------------- | ----- | --------------------- |
|                         |       | Siemensmeyer 80'      |

Hannoverscher SV 1896 s-a calificat cu scorul general 4–2.
| TSV 1860 München            | 2 – 3 | CWKS Legia Varșovia               |
| --------------------------- | ----- | --------------------------------- |
| Patzke 30' (pen) Schütz 40' |       | Blaut 8' Pieszko 57' Brychczy 89' |

CWKS Legia Varșovia s-a calificat cu scorul general 9–2.
| Associação Académica de Coimbra – OAF | 1 – 0 (d.p.) | Olympique Lyonnais |
| ------------------------------------- | ------------ | ------------------ |
| Manuel António 75'                    |              |                    |

La scorul general 1–1, Olympique Lyonnais s-a calificat în urma tragerii la sorți.
| Grasshopper Club Zürich | 1 – 0 | SSC Napoli SpA |
| ----------------------- | ----- | -------------- |
| Grahn 58'               |       |                |

SSC Napoli SpA s-a calificat cu scorul general 3–2.
| Leeds United AFC                     | 3 – 2 | Royal Standard de Liège |
| ------------------------------------ | ----- | ----------------------- |
| Charlton 52' Lorimer 75' Bremner 88' |       | Kostedde 44' Galić 50'  |

Leeds United AFC s-a calificat cu scorul general 3–2.

## Etapa II
| Echipa 1                   | Total  | Echipa 2                 | Turul I | Turul II |
| -------------------------- | ------ | ------------------------ | ------- | -------- |
| Chelsea FC Londra          | 0 – 0  | Amsterdamsche FC DWS     | 0 – 0   | 0 – 0    |
| Aberdeen FC                | 2 – 4  | Real Zaragoza SAD        | 2 – 1   | 0 – 3    |
| Vitória FC Setúbal         | 7 – 1  | Olympique Lyonnais       | 5 – 0   | 2 – 1    |
| Glasgow Rangers FC         | 9 – 1  | Dundalk FC               | 6 – 1   | 3 – 0    |
| Göztepe AŞ Izmir           | 5 – 3  | FC Argeș Pitești         | 3 – 0   | 2 – 3    |
| Sporting Clube de Portugal | 1 – 2  | Newcastle United FC      | 1 – 1   | 0 – 1    |
| KSV Waregem                | 1 – 2  | CWKS Legia Varșovia      | 1 – 0   | 0 – 2    |
| OFK Belgrad                | 2 – 1  | Bologna FC 1909 SpA      | 1 – 0   | 1 – 1    |
| Aris Salonic FC            | 2 – 11 | Újpesti Dózsa SC         | 1 – 2   | 1 – 9    |
| Juventus FC Torino SpA     | 0 – 1  | Eintracht Frankfurt eV   | 0 – 0   | 0 – 1    |
| AIK Solna Stockholm        | 6 – 7  | Hannoverscher SV 1896    | 4 – 2   | 2 – 5    |
| Hibernian FC Edinburgh     | 4 – 1  | 1. FC Lokomotive Leipzig | 3 – 1   | 1 – 0    |
| Leeds United AFC           | 2 – 2  | SSC Napoli SpA           | 2 – 0   | 0 – 2    |
| FC Hansa Rostock eV        | 4 – 4  | ACF Fiorentina SpA       | 3 – 2   | 1 – 2    |
| Panathinaikos FC Atena     | 0 – 1  | Club Atlético de Bilbao  | 0 – 0   | 0 – 1    |
| Hamburger SV eV            | 5 – 4  | SK Slavia Praga          | 4 – 1   | 1 – 3    |

### Turul I
| Chelsea FC Londra | 0 – 0 | Amsterdamsche FC DWS |
| ----------------- | ----- | -------------------- |
|                   |       |                      |

| Aberdeen FC           | 2 – 1 | Real Zaragoza SAD |
| --------------------- | ----- | ----------------- |
| Forrest 32' Smith 64' |       | Tejedor 88'       |

| Vitória FC Setúbal                              | 5 – 0 | Olympique Lyonnais |
| ----------------------------------------------- | ----- | ------------------ |
| Carriço 30' Tomé 32', 57', 70' Petita 80' (pen) |       |                    |

| Glasgow Rangers FC                                         | 6 – 1 | Dundalk FC |
| ---------------------------------------------------------- | ----- | ---------- |
| Henderson 13', 26' Greig 50' Ferguson 55', 90' Brennan 88' |       | Murray 43' |

| Göztepe AŞ Izmir        | 3 – 0 | FC Argeș Pitești |
| ----------------------- | ----- | ---------------- |
| Öznur 3' Aksel 10', 35' |       |                  |

| Sporting Clube de Portugal | 1 – 1 | Newcastle United FC |
| -------------------------- | ----- | ------------------- |
| João Morais 89'            |       | Scott 31'           |

| KSV Waregem       | 1 – 0 | CWKS Legia Varșovia |
| ----------------- | ----- | ------------------- |
| Lambert 37' (pen) |       |                     |

| OFK Belgrad | 1 – 0 | Bologna FC 1909 SpA |
| ----------- | ----- | ------------------- |
| Santrač 32' |       |                     |

| Aris Salonic FC    | 1 – 2 | Újpesti Dózsa SC     |
| ------------------ | ----- | -------------------- |
| Konstandinidis 58' |       | Bene 7' A. Dunai 81' |

| Juventus FC Torino SpA | 0 – 0 | Eintracht Frankfurt eV |
| ---------------------- | ----- | ---------------------- |
|                        |       |                        |

| AIK Solna Stockholm                   | 4 – 2 | Hannoverscher SV 1896       |
| ------------------------------------- | ----- | --------------------------- |
| Ohlsson 54', 85' Grip 57' Persson 85' |       | Anders 48' Siemensmeyer 77' |

| Hibernian FC Edinburgh | 3 – 1 | 1. FC Lokomotive Leipzig |
| ---------------------- | ----- | ------------------------ |
| McBride 3', 7', 44'    |       | Fritsch 65'              |

| Leeds United AFC  | 2 – 0 | SSC Napoli SpA |
| ----------------- | ----- | -------------- |
| Charlton 23', 25' |       |                |

| FC Hansa Rostock eV                     | 3 – 2 | ACF Fiorentina SpA     |
| --------------------------------------- | ----- | ---------------------- |
| Kostmann 69' Barthels 80' Hergesell 90' |       | Maraschi 70' Rizzo 84' |

| Panathinaikos FC Atena | 0 – 0 | Club Atlético de Bilbao |
| ---------------------- | ----- | ----------------------- |
|                        |       |                         |

| Hamburger SV eV                           | 4 – 1 | SK Slavia Praga |
| ----------------------------------------- | ----- | --------------- |
| Schulz 17' Fock 29' Krämer 34', 80' (pen) |       | Tesař 40'       |

### Turul II
| Amsterdamsche FC DWS | 0 – 0 (d.p.) | Chelsea FC Londra |
| -------------------- | ------------ | ----------------- |
|                      |              |                   |

La scorul general 0–0, Amsterdamsche FC DWS s-a calificat în urma tragerii la sorți.
| Real Zaragoza SAD                   | 3 – 0 | Aberdeen FC |
| ----------------------------------- | ----- | ----------- |
| Marcelino 35' Tejedor 43' Villa 79' |       |             |

Real Zaragoza SAD s-a calificat cu scorul general 4–2.
| CWKS Legia Varșovia   | 2 – 0 | KSV Waregem |
| --------------------- | ----- | ----------- |
| Deyna 68' Gadocha 89' |       |             |

CWKS Legia Varșovia s-a calificat cu scorul general 2–1.
| Olympique Lyonnais | 1 – 2 | Vitória FC Setúbal         |
| ------------------ | ----- | -------------------------- |
| Félix 29'          |       | Figueiredo 11' Arcanjo 59' |

Vitória FC Setúbal s-a calificat cu scorul general 7–1.
| Dundalk FC | 0 – 3 | Glasgow Rangers FC           |
| ---------- | ----- | ---------------------------- |
|            |       | Mathieson 45' Stein 64', 81' |

Dundalk FC s-a calificat cu scorul general 3–2.
| FC Argeș Pitești                            | 3 – 2 | Göztepe AŞ Izmir    |
| ------------------------------------------- | ----- | ------------------- |
| Prepurgel 56' (pen) Derebașı 58' Jercan 65' |       | Öznur 9' Zemzem 77' |

Göztepe AŞ Izmir s-a calificat cu scorul general 5–3.
| Hannoverscher SV 1896                   | 5 – 2 | AIK Solna Stockholm      |
| --------------------------------------- | ----- | ------------------------ |
| Skoblar 16', 17' Heynckes 49', 51', 77' |       | Nilsson 12' Lundblad 70' |

Hannoverscher SV 1896 s-a calificat cu scorul general 7–6.
| Newcastle United FC | 1 – 0 | Sporting Clube de Portugal |
| ------------------- | ----- | -------------------------- |
| Robson 10'          |       |                            |

Newcastle United FC s-a calificat cu scorul general 2–1.
| Bologna FC 1909 SpA | 1 – 1 | OFK Belgrad |
| ------------------- | ----- | ----------- |
| Mujesan 40'         |       | Santrač 80' |

OFK Belgrad s-a calificat cu scorul general 2–1.
| Újpesti Dózsa SC                                                                                 | 9 – 1 | Aris Salonic FC |
| ------------------------------------------------------------------------------------------------ | ----- | --------------- |
| A. Dunai 1', 16', 46', 70' E. Dunai 9' Bene 25' Kuharszki 48' Solymosi 55' (pen) László Nagy 76' |       | Syropoulos 40'  |

Újpesti Dózsa SC s-a calificat cu scorul general 11–2.
| 1. FC Lokomotive Leipzig | 0 – 1 | Hibernian FC Edinburgh |
| ------------------------ | ----- | ---------------------- |
|                          |       | Grant 3'               |

Hibernian FC Edinburgh s-a calificat cu scorul general 4–1.
| Eintracht Frankfurt eV | 1 – 0 (d.p.) | Juventus FC Torino SpA |
| ---------------------- | ------------ | ---------------------- |
| Bechtold 120'          |              |                        |

Eintracht Frankfurt eV s-a calificat cu scorul general 1–0.
| SSC Napoli SpA             | 2 – 0 (d.p.) | Leeds United AFC |
| -------------------------- | ------------ | ---------------- |
| Sala 14' Juliano 84' (pen) |              |                  |

La scorul general 2–2, Leeds United AFC s-a calificat  în urma tragerii la sorți.
| ACF Fiorentina SpA  | 2 – 1 | FC Hansa Rostock eV |
| ------------------- | ----- | ------------------- |
| Rizzo 84' Merlo 68' |       | Kostmann 69'        |

La scorul general 4–4, ACF Fiorentina SpA s-a calificat datorită numărului mai mare de goluri marcate în deplasare.
| Club Atlético de Bilbao | 1 – 0 | Panathinaikos FC Atena |
| ----------------------- | ----- | ---------------------- |
| Rojo 43' 87'            |       |                        |

Club Atlético de Bilbao s-a calificat cu scorul general 1–0.
| SK Slavia Praga                 | 3 – 1 | Hamburger SV eV |
| ------------------------------- | ----- | --------------- |
| Kopecký 4' Veselý 20' Lukáč 44' |       | Hönig 68'       |

Hamburger SV eV s-a calificat cu scorul general 5–4.

## Etapa III
| Echipa 1                | Total | Echipa 2               | Turul I | Turul II |
| ----------------------- | ----- | ---------------------- | ------- | -------- |
| Hamburger SV eV         | 2 – 2 | Hibernian FC Edinburgh | 1 – 0   | 1 – 2    |
| Vitória FC Setúbal      | 4 – 2 | ACF Fiorentina SpA     | 3 – 0   | 1 – 2    |
| Leeds United AFC        | 7 – 2 | Hannoverscher SV 1896  | 5 – 1   | 2 – 1    |
| Real Zaragoza SAD       | 4 – 4 | Newcastle United FC    | 3 – 2   | 1 – 2    |
| OFK Belgrad             | 3 – 3 | Göztepe AŞ Izmir       | 3 – 1   | 0 – 2    |
| Club Atlético de Bilbao | 2 – 1 | Eintracht Frankfurt eV | 1 – 0   | 1 – 1    |
| Amsterdamsche FC DWS    | 1 – 4 | Glasgow Rangers FC     | 0 – 2   | 1 – 2    |
| CWKS Legia Varșovia     | 2 – 3 | Újpesti Dózsa SC       | 0 – 1   | 2 – 2    |

### Turul I
| Hamburger SV eV | 1 – 0 | Hibernian FC Edinburgh |
| --------------- | ----- | ---------------------- |
| Hönig 6'        |       |                        |

| Vitória FC Setúbal              | 3 – 0 | ACF Fiorentina SpA |
| ------------------------------- | ----- | ------------------ |
| José Maria 13', 52' Arcanjo 36' |       |                    |

| Leeds United AFC                                    | 5 – 1 | Hannoverscher SV 1896 |
| --------------------------------------------------- | ----- | --------------------- |
| O’Grady 4' Hunter 35' Lorimer 52', 64' Charlton 62' |       | Hellingrath 86'       |

| Real Zaragoza SAD                 | 3 – 0 | Newcastle United FC  |
| --------------------------------- | ----- | -------------------- |
| Santos 5' Bustillo 17' Planas 55' |       | Robson 7' Davies 32' |

| OFK Belgrad           | 3 – 1 | Göztepe AŞ Izmir |
| --------------------- | ----- | ---------------- |
| Santrač 21', 60', 76' |       | Zemzem 87'       |

| Club Atlético de Bilbao | 1 – 0 | Eintracht Frankfurt eV |
| ----------------------- | ----- | ---------------------- |
| Uriarte 27'             |       |                        |

| Amsterdamsche FC DWS | 0 – 2 | Glasgow Rangers FC         |
| -------------------- | ----- | -------------------------- |
|                      |       | Johnston 38' Henderson 53' |

| CWKS Legia Varșovia | 0 – 1 | Újpesti Dózsa SC |
| ------------------- | ----- | ---------------- |
|                     |       | A. Dunai 85'     |

### Turul II
| Hibernian FC Edinburgh     | 2 – 1 | Hamburger SV eV |
| -------------------------- | ----- | --------------- |
| Davis 43' McBride 67', 88' |       | Seeler 79'      |

La scorul general 2–2, Hamburger SV eV s-a calificat datorită numărului mai mare de goluri marcate în deplasare.
| Newcastle United FC | 2 – 1 | Real Zaragoza SAD |
| ------------------- | ----- | ----------------- |
| Robson 2' Gibb 28'  |       | Martín 42'        |

La scorul general 4–4, Newcastle United FC s-a calificat datorită numărului mai mare de goluri marcate în deplasare.
| ACF Fiorentina SpA      | 2 – 1 | Vitória FC Setúbal |
| ----------------------- | ----- | ------------------ |
| Amarildo 12' Rogora 36' |       | Mancin 90'         |

Vitória FC Setúbal s-a calificat cu scorul general 4–2.
| Glasgow Rangers FC | 2 – 1 | Amsterdamsche FC DWS |
| ------------------ | ----- | -------------------- |
| Smith 8' Stein 21' |       | Geurtsen 12'         |

Glasgow Rangers FC s-a calificat cu scorul general 4–1.
| Göztepe AŞ Izmir    | 2 – 0 | OFK Belgrad |
| ------------------- | ----- | ----------- |
| Zemzem 5' Öznur 14' |       |             |

La scorul general 3–3, Göztepe AŞ Izmir s-a calificat datorită numărului mai mare de goluri marcate în deplasare.
| Eintracht Frankfurt eV | 1 – 1 | Club Atlético de Bilbao |
| ---------------------- | ----- | ----------------------- |
| Lotz 4'                |       | Igartua 6'              |

Club Atlético de Bilbao s-a calificat cu scorul general 2–1.
| Hannoverscher SV 1896 | 1 – 2 | Leeds United AFC                    |
| --------------------- | ----- | ----------------------------------- |
| Heynckes 85'          |       | Belfitt 5' · Jones 16' · Cooper 75' |

Leeds United AFC s-a calificat cu scorul general 7–2.
| Újpesti Dózsa SC                | 2 – 2 | CWKS Legia Varșovia          |
| ------------------------------- | ----- | ---------------------------- |
| A. Dunai 66' Solymosi 75' (pen) |       | Stachurski 40' Żmijewski 42' |

Újpesti Dózsa SC s-a calificat cu scorul general 2–3.

## Sferturi de finală
| Echipa 1            | Total | Echipa 2                | Turul I | Turul II |
| ------------------- | ----- | ----------------------- | ------- | -------- |
| Leeds United AFC    | 0 – 3 | Újpesti Dózsa SC        | 0 – 1   | 0 – 2    |
| Newcastle United FC | 6 – 4 | Vitória FC Setúbal      | 5 – 1   | 1 – 3    |
| Glasgow Rangers FC  | 4 – 3 | Club Atlético de Bilbao | 4 – 1   | 0 – 2    |

Calificată direct: Göztepe AŞ Izmir (Hamburger SV eV s-a retras)

### Turul I
| Leeds United AFC | 0 – 1 | Újpesti Dózsa SC |
| ---------------- | ----- | ---------------- |
|                  |       | A. Dunai 71'     |

| Newcastle United FC                            | 5 – 1 | Vitória FC Setúbal |
| ---------------------------------------------- | ----- | ------------------ |
| Foggon 23' Robson 36', 75' Davies 60' Gibb 89' |       | José Maria 84'     |

| Glasgow Rangers FC                           | 4 – 1 | Club Atlético de Bilbao |
| -------------------------------------------- | ----- | ----------------------- |
| Ferguson 7' Penman 27' Persson 85' Stein 87' |       | Clemente 29'            |

### Turul II
| Újpesti Dózsa SC            | 2 – 0 | Leeds United AFC |
| --------------------------- | ----- | ---------------- |
| Solymosi 63' (pen) Bene 75' |       |                  |

Újpesti Dózsa SC s-a calificat cu scorul general 3–0.
| Vitória FC Setúbal                    | 3 – 1 | Newcastle United FC |
| ------------------------------------- | ----- | ------------------- |
| Arcanjo 27' Petita 60' Figueiredo 66' |       | Davies 40'          |

Newcastle United FC s-a calificat cu scorul general 6–4.
| Club Atlético de Bilbao                 | 2 – 0 | Glasgow Rangers FC |
| --------------------------------------- | ----- | ------------------ |
| Estéfano 11' · Ibáñez 55' · Betzuen 80' |       | Johnston 80'       |

Glasgow Rangers FC s-a calificat cu scorul general 4–3.

## Semifinale
| Echipa 1           | Total | Echipa 2            | Turul I | Turul II |
| ------------------ | ----- | ------------------- | ------- | -------- |
| Göztepe AŞ Izmir   | 1 – 8 | Újpesti Dózsa SC    | 1 – 4   | 0 – 4    |
| Glasgow Rangers FC | 0 – 2 | Newcastle United FC | 0 – 0   | 0 – 2    |

### Turul I
| Göztepe AŞ Izmir   | 1 – 4 | Újpesti Dózsa SC                |
| ------------------ | ----- | ------------------------------- |
| Derebașı 16' (pen) |       | Bene 12', 32' A. Dunai 63', 81' |

| Glasgow Rangers FC | 0 – 0 | Newcastle United FC |
| ------------------ | ----- | ------------------- |
| Penman 35'         |       |                     |

### Turul II
| Újpesti Dózsa SC                   | 4 – 0 | Leeds United AFC |
| ---------------------------------- | ----- | ---------------- |
| Bene 24', 55', 78' László Nagy 56' |       |                  |

Újpesti Dózsa SC s-a calificat cu scorul general 8–1.
| Newcastle United FC    | 2 – 0 | Glasgow Rangers FC |
| ---------------------- | ----- | ------------------ |
| Scott 52' Sinclair 77' |       |                    |

Newcastle United FC s-a calificat cu scorul general 2–0.

## Finala

### Turul I
| Newcastle United FC | Newcastle United FC | Újpesti Dózsa SC | Újpesti Dózsa SC |
| | \| Finala (tur) \| \| 29 mai 1969, ora 19:30 la Newcastle (St James' Park) \| \| Scor: 3 – 0 (0 – 0) \| \| Spectatori: 59.234 \| \| Arbitru: Joseph Hannet (Belgia) \|                           |                  |                  |
| - Willie McFaul - David Craig - Frank Clark - Tommy Gibb - Ollie Burton - Bobby Moncur - Jim Scott - Pop Robson - Wyn Davies - Preben Arentoft - Jackie Sinclair 75' - Alan Foggon 75' Antrenor: David Craig | - Antal Szentmihályi - Benő Káposzta - Ernő Solymosi - István Bánkuti - Ernő Noskó - Ede Dunai - László Fazekas - János Göröcs - Ferenc Bene - Antal Dunai - Sándor Zámbó Antrenor: Lajos Baróti |                  |                  |
| 1 – 0 Bobby Moncur (63) 2 – 0 Bobby Moncur (72) 3 – 0 Jim Scott (83) | |                  |                  |
| Finala (tur) | |                  |                  |
| 29 mai 1969, ora 19:30 la Newcastle (St James' Park) | |                  |                  |
| Scor: 3 – 0 (0 – 0) | |                  |                  |
| Spectatori: 59.234 | |                  |                  |
| Arbitru: Joseph Hannet (Belgia) | |                  |                  |

### Turul II
| Újpesti Dózsa SC | Újpesti Dózsa SC | Newcastle United FC | Newcastle United FC |
| | \| Finala (retur) \| \| 11 iunie 1969, ora 20:00 la Budapesta (Megyeri úti stadion) \| \| Scor: 2 – 3 (2 – 0) \| \| Spectatori: 18.000 \| \| Arbitru: Joseph Heymann (Elveția) \|                            |                     |                     |
| - Antal Szentmihályi - Benő Káposzta - Ernő Solymosi - István Bánkuti - Ernő Noskó - Ede Dunai - László Fazekas - János Göröcs - Ferenc Bene - Antal Dunai - Sándor Zámbó Antrenor: Lajos Baróti | - Willie McFaul - David Craig - Frank Clark - Tommy Gibb - Ollie Burton - Bobby Moncur - Jim Scott 76' - Pop Robson - Wyn Davies - Preben Arentoft - Jackie Sinclair - Alan Foggon 76' Antrenor: David Craig |                     |                     |
| 1 – 0 Ferenc Bene (31) 2 – 0 János Göröcs (44) | 2 – 1 Bobby Moncur (46) 2 – 2 Preben Arentoft (50) 2 – 2 Jim Scott (74) |                     |                     |
| Finala (retur) | |                     |                     |
| 11 iunie 1969, ora 20:00 la Budapesta (Megyeri úti stadion) | |                     |                     |
| Scor: 2 – 3 (2 – 0) | |                     |                     |
| Spectatori: 18.000 | |                     |                     |
| Arbitru: Joseph Heymann (Elveția) | |                     |                     |

## Golgheteri
10 goluri
- Antal Dunai (Újpesti Dózsa SC)

9 goluri
- Ferenc Bene (Újpesti Dózsa SC)
- Slobodan Santrač (OFK Belgrad)

6 goluri
- Pop Robson (Newcastle United FC)